# Margarita Mamun
Margarita "Rita" Mamun-Sukhorukova (nascida: Margarita Mamun; em russo:   Маргарита Мамун; em 1 de novembro de 1995, em Moscou, Rússia) é uma atleta individual da ginástica rítmica retirada.
Ela é campeã Olímpica de 2016 no Individual Geral de Ginástica Rítmica, duas vezes vice-campeã do Campeonato Mundial de Ginástica Rítmica (em 2014 e 2015), vice-campeã do Campeonato Europeu de 2016 de Ginástica Rítmica, vice-campeã do Individual Geral de Ginástica Rítmica dos Jogos Europeus de 2015.

## Biografia
Margarita nasceu na cidade de Moscou na Rússia, com um pai bengali e mãe russa. Seu pai, Abdullah Al-Mamun, (nacionalidade russa, depois de se estabelecer em Moscou) tem um grau de mestre em engenharia naval, enquanto que sua mãe, Anna, é uma ex-ginasta rítmica. Em 26 de agosto de 2016, o pai de Rita, Abdullah faleceu após lutar contra o câncer, ele morreu apenas 6 dias depois que ela ganhou a medalha de ouro nos Jogos Olímpicos.

## Carreira

### Junior
Como atleta juvenil (junior), Rita competiu em uma série de torneios internacionais. Ela competiu em na Copa Miss Valentine em Tartu na Estônia. Ela é comandada pela ex-ginasta rítmica campeã do mundo Amina Zaripova. Representou Bangladesh brevemente aos 12 anos de idade, mas voltou a representar a Rússia na categoria adulta.

### Categoria Adulta

#### 2011-2012
Mamun competiu em 2011 no Torneio Internacional de Calais, onde ganhou a medalha de ouro no Individual Geral e no arco, maças e final de fita. Ela fez sua estreia internacional como adulta em 2011 na Copa do Mundo de Ginástica Rítmica, na cidade de Montreal no Canadá, onde ela ganhou a medalha de bronze no Individual Geral e o ouro nas finais de bola à frente de Liubov Charkashyna.
Em 2012, ela competiu no Grand Prix de Moscou, onde terminou em 9º Individual Geral. Na Copa do Mundo, em Kiev, Mamun ganhou a medalha de bronze no arco, bola e final de fita. Ela e a companheiro de equipe Daria Dmitrieva, competiram na Copa Aeon do Japão de 2012 e venceu a competição por equipes.

## Campeã Olímpica

#### Jogos Olímpicos de 2016 no Rio de Janeiro
Em 19 de agosto, Mamun obteve a pontuação máxima na etapa qualificatória durante os Jogos Olímpicos de Verão de 2016. No dia 20 de agosto, Mamun foi perdendo Kudryavsteva até a segunda rotação, mas na terceira rotação com as maças no último elemento do exercício Yana Kudryavtseva não conseguiu recuperar o aparelho. Mamun manteve o bom desempenho das rotações anteriores marcando um total de 76.483 pontos, levando a melhor sobre Yana Kudryavtseva e sagrou-se como a campeã olímpica. Mamun foi a única ginasta na final a ter todos os escores acima dos 19 pontos em todos os quatro aparelhos.

## Saída da ginástica rítmica
Em 04 de novembro de 2017, a sua técnica Irina Viner anunciou oficialmente à imprensa russa e internacional que Mamun havia optado por sair da sua carreira competitiva na ginástica rítmica.

## Pós-ginástica
Em 2018, Mamun foi o protagonista do documentário "Over the Limit", dirigido por Marta Prus.

## Relação com Alexandr Sukhorukov

### Namoro
Em meados de 2013, começou a namorar com o nadador olímpico profissional russo Alexandr Sukhorukov.

### Noivado
Pouco depois dos Jogos Olímpicos de 2016, Mamun ficou noiva do nadador olímpico russo Alexandr Sukhorukov. O casal namorava há três anos quando Sukhorukov pediu Mamun em casamento no Baile Olímpico Russo, ocorrido no final de 2016.

### Casamento
O casamento aconteceu no dia 08 de setembro de 2017, ocorrido no luxuoso hotel Radisson Royal Hotel, localizado na cidade de Moscou. Com o matrimônio, Rita adicionou oficialmente o sobrenome do marido ao seu, passando a usar oficialmente "Mamun-Sukhorukova" ao seu sobrenome.

### Maternidade
Em 17 de julho de 2019, Mamun anunciou oficialmente que estava grávida por meio de uma publicação feita em sua página oficial no instagram.
Em 03 de outubro de 2019, ela deu à luz o seu primeiro filho: o Lev Alexandrovich Sukhorukov, nascido na cidade de Moscou.

## Trabalho como treinadora
Logo após a sua saída da ginástica rítmica competitiva, Rtia ainda segue tendo fortes laços com o esporte do qual é campeã olímpica dos Jogos Olímpicos de 2016. Rita é uma visita constante do "Irina A. Viner-Usmanova Rhythmic Gymnastics Center", o centro de treinamento de Moscou.

Frequentemente na sua página oficial no instagram, Rita publica fotos e vídeos ao lado de outras da ginástica rítmica competitiva, onde auxilia no treinamento e similares, bem como assistindo as principais competições da ginástica rítmica competitiva a nível europeu e internacionais.